# Neonemoria decolor
Neonemoria decolor là một loài bướm đêm trong họ Geometridae.